# Lucien Lerat
Lucien Lerat (vollständiger Name Lucien Émile Édouard Lerat, * 28. Februar 1909 in Paris; † 30. August 1993 in Toulon) war ein französischer Klassischer Archäologe.

## Leben
Lucien Lerat studierte Altertumswissenschaften von 1930 bis 1932 an der École normale supérieure in Paris und hielt sich anschließend von 1933 bis 1936 als Mitglied der École française d’Athènes in Griechenland auf. Nach seiner Rückkehr ging er 1937 an die Universität Besançon an, wo er bis 1955 Professor der griechischen Sprache und Literatur war und von 1955 bis 1981 Professor der Kunstarchäologie (= Klassischen Archäologie). Von 1953 bis 1960 fungierte Lerat als Dekan der Faculté des Lettres. Von 1942 bis 1971 war er verantwortlicher Direktor der archäologischen Stätten in der Region Franche-Comté.
Lerats Forschungsschwerpunkte waren das antike Gallien und Griechenland. Aus seiner Dissertation über die westliche Lokris, die er 1952 in zwei Bänden veröffentlichte, entstanden viele weitere Aufsätze und Artikel.

## Schriften (Auswahl)
- Les Locriens de l’Ouest. 2 Bände, Paris 1952
  - Band 1: Topographie et ruines
  - Band 2: Histoire, institutions, prosopographie
- Les lampes antiques. Catalogue des collections archéologiques de Besançon. Paris 1954
- Les fibules Gallo-romaines. Catalogue des collections archéologiques de Besançon. Paris 1956
- Les fibules Gallo-romaines de Mandeure. Catalogue des collections archéologiques de Montbéliard. Paris 1957
- Vesontio. In: Paulys Realencyclopädie der classischen Altertumswissenschaft (RE). Band VIII A,2, Stuttgart 1958, Sp. 1695–1705.
- mit Yves Jeannin: La ceramique sigillée de Luxeuil. Paris 1960
- La “ville d’Antre”. Mythes et réalités. Paris 1965
- La Gaule romaine. Paris 1977. Neudruck 1986
- Les fibules d’Alesia. Dijon/Semur 1979
- Dans Besançon Gallo-romain. Paris 1985
- mit Hélène Walter: Besançon antique. Paris 1990